# Harry van der Putt
Karel Lodewijk Hendrik (Harry/Henri) van der Putt (Stratum, 17 december 1887 -  onbekend (mogelijk Bergen-Belsen, maart 1945)) was een Nederlandse sigarenfabrikant, politicus en bestuurder voor de  Roomsch-Katholieke Staatspartij. Hij was lid van de Tweede Kamer van 1933 tot 1939. Vanaf 1 juni 1939 was hij burgemeester van Geldrop tot hij in de zomer van 1944 naar aanleiding van verzetsdaden werd ontslagen, gedeporteerd en uiteindelijk overleed.

## Tweede Kamerlid
Van der Putt hield zich in de Tweede Kamer vooral bezig met economische, financiële en waterstaatsaangelegenheden. Hij was lid van de vaste commissie voor overleg inzake handelspolitieke aangelegenheden (Tweede Kamer de Staten-Generaal).

### Zaak Oss
Van der Putt was betrokken bij een handgemeen in de plenaire zaal van de Tweede Kamer met het NSB-Kamerlid Meinoud Rost van Tonningen over de affaire Oss die in de Kamer hoog opliep. Samen met zijn fractiegenoot Henk Ruijter (RKSP) maakte hij Rost van Tonningen uit voor landverrader, waarop een handgemeen tussen Rost, de RKSP-Kamerleden en Kamerbodes ontstond. Van der Putt nam niet actief deel aan dit handgemeen. Rost van Tonningen werd na deze gebeurtenis voor enkele dagen de toegang tot het gebouw van de Tweede Kamer ontzegd. In de discussie over de affaire Oss was de positie van de RKSP-minister Carel Goseling aan het wankelen geraakt door diens optreden tegen de Osse marechaussees in 1938.

## Burgemeester van Geldrop
Later werd Harry van der Putt burgemeester van Geldrop, van 1 juni 1939 tot juli 1944.
In zijn periode als burgemeester weigerde hij Geldropse burgers aan te wijzen, die voor de Duitse bezetter graafwerken moesten verrichten in Zeeland. Op donderdag 6 juli 1944 werd hij derhalve ontslagen. De SS'er Heinrich Sellmer stuurde hem samen met zes andere weigerachtige collega's, Theo Serraris (Heeze), Fried Manders (Leende), Jan Smulders (Oost-, West- en Middelbeers), Henk Veeneman (Son en Breugel), Marcel Magnée (Luyksgestel & Bergeijk) en Wim Wijtvliet (Bakel en Milheeze), naar het concentratiekamp Vught. Van daaruit werd hij in getransporteerd naar Sachsenhausen (september 1944) en Bergen-Belsen (eind januari 1945). Het is onzeker of hij begin 1945 in Bergen-Belsen is omgekomen of wellicht pas later in een Goelag in de Sovjet-Unie, zoals meerdere getuigen hebben verklaard.

## Persoonlijk
Een zoon is de priester, componist en musicus Floris van der Putt (1915-1990). De beeldhouwster Willy van der Putt (1925-1997) is een dochter.

## Onderscheidingen en vernoemingen
- Yad Vashem-onderscheiding voor hulp aan Joden (1972, in postuum)[4]
- Ridder in de Orde van Sint-Gregorius de Grote (vóór 1938)[5]
- Ridder in de Kroonorde van België (vóór 1938)[5]
- Vernoemd in de Van der Puttstraat te Geldrop, de Henri van der Puttlaan in Eindhoven, de K.L.H. van der Puttlaan in Waalre
- Vernoemd in de Van der Puttschool aan de Parallelweg te Geldrop